# Plotosus caesius
Plotosus caesius és una espècie de peix de la família dels plotòsids i de l'ordre dels siluriformes.